# 中越脚骨脆
中越脚骨脆（学名：Casearia virescens）为大风子科脚骨脆属下的一个种。